# Efferia ordwayae
Efferia ordwayae este o specie de muște din genul Efferia, familia Asilidae, descrisă de Wilcox în anul 1966. Conform Catalogue of Life specia Efferia ordwayae nu are subspecii cunoscute.